# Közerkölcs megsértése
A közerkölcs megsértése a magyar jog szerint egy szabálysértés.

## Törvényi szabályozása
A 2012. évi II. törvény 192. §-a szerint "Aki a közterületen, nyilvános helyen vagy közforgalmú közlekedési eszközön a közerkölcsbe ütköző magatartást tanúsít, szabálysértést követ el". E szabálysértés miatt a közterület-felügyelő is szabhat ki helyszíni bírságot.

## A korábbi szabályozás
Az egyes szabálysértésekről szóló 218/1999. (XII. 28.) Korm. rendelet I. Fejezetének I. Címe 1. §-a szól a közerkölcs megsértéséről

„1. § (1) Aki a közterületen vagy nyilvános helyen a közerkölcsbe ütköző magatartást tanúsít, tízezer forintig terjedő pénzbírsággal sújtható.
(2) Aki a szexuális árut mások számára észlelhető módon közterületen vagy kirakatban elhelyez, illetőleg a szexuális áruk forgalmazására vonatkozó előírásokat egyéb módon megszegi, ötvenezer forintig terjedő pénzbírsággal sújtható.
(3) Aki erőszakot öncélúan bemutató reklámot tesz közzé, százezer forintig terjedő pénzbírsággal sújtható.
(4) A (3) bekezdés alkalmazásában öncélú a bemutatás, ha az erőszak bemutatását a reklám tárgya vagy témája nem teszi feltétlenül indokolttá.
(5) Azt a szexuális árut, amelyre nézve a (2) bekezdésben meghatározott szabálysértést elkövették, el kell kobozni.
(6) Az (1) bekezdésben meghatározott szabálysértés miatt a rendőrség, a közterület-felügyelő helyszíni bírságot szabhat ki.
(7) A (2)-(3) bekezdésben meghatározott szabálysértés miatt az eljárás a fogyasztóvédelmi felügyelőség hatáskörébe is tartozik.”